# .ki
.ki為基里巴斯國家及地區頂級域（ccTLD）的域名。該域名於1995年4月19日啟用。然而，由于基里巴斯的互聯網設施比較落後，很少有网站使用.ki域名，而且即使是.ki网站也有一些托管在基里巴斯境外。

## 外部連結
- IANA .ki whois information（页面存档备份，存于）
- Telecom Services Kiribati Limited